# Данилевичи (Беларусь)
Данилевичи (бел. Данілевічы) — деревня в Дубровском сельсовете Лельчицкого района Гомельской области Беларуси.

## География

### Расположение
В 27 км на запад от Лельчиц, в 94 км от железнодорожной станции Ельск (на линии Калинковичи — Овруч), в 204 км от Гомеля.

## Транспортная сеть
Транспортные связи по местной дороге Дубницкое - Дуброва - Сологубово от автомобильной дороге Симоничи — Лельчицы. Планировка состоит из дугообразной широтной улицы, от которой на севере отходят переулки. Застройка преимущественно двусторонняя, строения деревянные, усадебного типа.

## История
Согласно письменным источникам известна с XVI века как селение в Трокском воеводстве, с 1565 года в Пинском повете Брестского воеводства Великого княжества Литовского, шляхетская собственность.
После 2-го раздела Речи Посполитой (1793 год) в составе Российской империи. В 1811 году село, в Тонежской волости. Согласно ревизских материалов 1834 года в составе Туровского казённого поместья. Согласно переписи 1897 года действовала церковь.
В 1921 году открыта школа, которая разместилась в наёмном крестьянском доме. В 1929 году организован колхоз. Во время Великой Отечественной войны в декабре 1942 года оккупанты сожгли деревню и убили 7 жителей. Согласно переписи 1959 года в составе колхоза «Красный октябрь» (центр — деревня Дуброва), располагались фельдшерско-акушерский пункт, библиотека, клуб, отделение связи.

## Население

### Численность
- 2004 год — 77 хозяйств, 137 жителей.

### Динамика
- 1811 год — 30 дворов.
- 1834 год — 139 жителей.
- 1886 год — 188 жителей.
- 1897 год — 54 двора, 351 житель (согласно переписи).
- 1908 год — 57 дворов, 371 житель.
- 1925 год — 68 дворов.
- 1940 год — 74 двора, 446 жителей.
- 1959 год — 764 жителя (согласно переписи).
- 2004 год — 77 хозяйств, 137 жителей.

## Культура
В деревне сохраняется культ каменной «девочки».

## Достопримечательность
- Памятник природы республиканского значения — Царь-дуб. Высота — 32 метра, диаметр — 1,6 метра, окружность — 4,5 метра.